# Ачикулакский район
Ачикулакский район — административный район РСФСР, существовавший в разные периоды в составе Ставропольской губернии (с 1920 по 1921 гг.), Терской губернии (с 1921 по 1922 гг.), Дагестанской АССР (с 1922 по 1938 гг.), Орджоникидзевского края (с 1938 по 1944 гг.), Грозненской области (с 1944 по 1957 гг.), Ставропольского края (с 1957 по 1963 гг.). В 1963 году упразднён, территория вошла в состав Нефтекумского района.
Административный центр — ставка Ачикулак.

## География
Граничил: на западе с Святокрестовским уездом (затем Прикумским районом, на севере с Калмыцкой АССР, на востоке с Караногайским, и на юге с Моздокским районами.

## История
29 ноября 1860 года было образовано Ачикулакское приставство.
В декабре 1917 года был образован Ачикулакский ревком. Председателем ревкома был назначен Ганус Георгий Макарович.
1918—1919 годы ознаменовались временем Гражданской войны. В то время зверствовали отряды белогвардейцев. Для борьбы с ними была создана ачикулакская милиция, первым начальником которой был назначен Федорищев Евгений.
В первой половине 1920 года в село Ачикулак вступили регулярные части Красной армии (37-й кавказский полк). Началось восстановление Советской власти в районе. Был образован исполком Ачикулакского райсовета рабочих, крестьянских и казачьих депутатов. Первым председателем райисполкома был Ганус Иван Макарович.
30 сентября 1920 года Ачикулакское приставство было преобразовано в одноимённый район.
11 августа 1921 года на основании декрета ВЦИК Ачикулакский район был передан из Ставропольской губернии в состав Терской губернии.
Постановлениями ВЦИК РСФСР от 16 ноября 1922 года и 14 января 1924 года Ачикулакский район передан из Прикумского уезда Терской области в состав Дагестанской АССР:90.
В 1924 году создаются крестьянские комитеты, районный отдел по здравоохранению.
Постановлением ЦИК Дагестанской АССР от 12 декабря 1926 года Ачикулакский район преобразован в округ без изменения границ:90.
22 ноября 1928 года Ачикулакский округ преобразован в кантон:90.
3 июня 1929 года постановлением ВЦИК Ачикулакский кантон вновь преобразован в район.
По новому районированию ДАССР, в 1929 году в состав Ачикулакского района входило 17 сельских советов:
1. Абрам-Тюбинский — аул Абрам-Тюбе;
2. Артезиан-Мангитский — село Артезиан-Мангит, хутор Коркут;
3. Ачикулакский — аул Ачикулак;
4. Бейсейский — аул Бейсей;
5. Березкинский — хуто Березкин;
6. Бияшский — аул Бияш;
7. Иргаклинский — аул Иргаклы, хутор Губенко, хутор Найко, хутор Согулякин;
8. Камыш-Бурунский — аул Камыш-Бурун, аул Ильяс-Кишлав;
9. Кара-Тюбинский — аул Кара-Тюбе, поселок Новомирский, хутор Старо-Израиль, аул Уч-Тюбе, село Русский Мангит;
10. Каясулинский — аул Каясула, аул Менгиш-Кую, аул Уч-Тюбе-Таслы;
11. Кунайский — аул Кунай, поселок Джелал;
12. Махмуд-Мектебский — аул Махмуд-Мектеб, поселок Мирзабек-аул;
13. Новкус-Артезианский — аул Новкус-Артезиан, аул Какбас, аул Тавкуйген;
14. Озек-Суатский — аул Верхний Озек-Суак, аул Нижний Озек-Суак, аул Абдул-Газы, аул Бакрес, хутор Зимняя Ставка, хутор Мечеть-Джамбул;
15. Тукуй-Мектебский — аул Тукуй-Мектеб, хутор Русский;
16. Туркменаульский — аул Туркмен-Аул, поселок Хижрет;
17. Ямангойский — аул Ямангой:10—11
Постановлением ВЦИК от 23.01.1935 года из части территории района образован Каясулинский район.
Постановлением ВЦИК СССР от 22.02.1938 года, «В целях успешного хозяйственного развития Кизлярского округа», Ачикулакский, Каясулинский, Караногайский, Кизлярский и Шелковской районы Дагестанской АССР переданы в состав Орджоникидзевского края.
С 22 августа 1942 года по 11 января 1943 года район оккупировали немецко-фашистские захватчики.
Указом Президиума Верховного Совета СССР от 22.03.1944 г. район вошел в состав новообразованной Грозненской области
Указом Президиума Верховного Совета РСФСР «О восстановлении Чечено-Ингушской АССР и упразднении Грозненской области» от 9 января 1957 г. район передан в состав Ставропольского края.
Указом Президиума Верховного Совета РСФСР от 30 сентября 1958 года был упразднён Каясулинский район Ставропольского края, а его территория передана в состав Ачикулакского района.
1 февраля 1963 года упразднён Ачикулакский район. Территория передана в состав образованного Нефтекумского промышленного района.
Указом Президиума Верховного Совета РСФСР от 12 января 1965 года образован Нефтекумский район, в состав которого вошли территории упразднённых Ачикулакского и Каясулинского районов.

## Административное деление
Район включал 9 сельсоветов:
1. Артезиан-Мангитский
2. Ачикулакский
3. Бакресский пс
4. Бияшинский
5. Камыш-Бурунский
6. Каратюбинский
7. Новкус-Артезианский
8. Озексуатский
9. Ямангойский

## Население
По итогам переписи 1926 года общая численность населения района составляла 20 214 человек (2,74 % сельского населения ДАССР):26.
По состоянию на 1 октября 1929 года национальный состав населения распределялся следующим образом: русских — 8735 (43,5 %), ногайцев — 8259 (41,4 %), туркмен — 1932 (9,9 %), татар — 797 (3,9 %) и прочих — 257 (1,3 %):26.